# Pedofilija
Pedofilija (od grč. paidos, 'dijete' + -philia, 'ljubav') spolna je nastranost, vrsta seksualne perverzije, sklonost prema djeci istog ili suprotnog spola, oblik spolnog zlostavljanja i nasilja, koje se očituje putem zadovoljavanja pohote i seksualnog nagona odraslih osoba na djeci.
Medicina svrstava ovo oboljenje u parafilije, kategoriju srodnih duševnih poremećaja u grupi poremećaja spolne sklonosti.

## Dijagnostika
Po dijagnostičkom priručniku, pedofilija se dijagnosticira temeljem kriterija:
a) u posljednjih šest mjeseci javljaju se ponavljajuća, snažna seksualna poticajna maštanja, seksualne potrebe i ponašanja koja uključuju seksualnu aktivnost s pretpubertetskom djecom
b) želje, seksualne potrebe i ponašanja uzrokuju klinički značajne smetnje ili manjkavosti u socijalnom, radnom te u drugim važnim područjima djelovanja
c) osoba ima najmanje 16 godina i starija je barem 5 godina od djeteta ili djece iz kriterija a).
Sklonosti se pojavljuje prema djeci istoga spola (homoseksualna pedofilija), različitoga spola (heteroseksualna pedofilija) ili oba spola (biseksualna pedofilija). Neke pedofile seksualno privlače samo djeca, a neke i djeca, i odrasle osobe, pri čemu se posmatra kojoj su skupini skloniji.

### Podjela
Razlikuju se tri skupine:
a) pedofili (osobe čiji je seksualni interes ograničen samo na djecu)
b) zlostavljači djece (osobe koje spolno zanimaju i djeca i odrasle osobe)
c) počinitelji incesta (žrtve su vlastita djeca ili djeca s kojima su u bliskom srodstvu).
U svakodnevnom govoru uobičajeno je pedofilima zvati i zlostavljače djece koja su već ušla u pubertet, koji prema današnjim medicinskim klasifikacijama ne bi ulazili u takvu grupu.

## Učestalost
Prema istraživanju Vranić, Karlović i Gabelica iz 2002. godine bilo je u Hrvatskoj prije svoje četrnaeste godine izloženo nekoj vrsti (kontaktnog ili nekontaktnog) seksualnog nasilja 25 % djevojčica i 16 % dječaka. Živčić-Bećirević i Sesar nalaze 2008. godine učestalo seksualno zlostavljanje do navršene petnaeste godine života od 13 % za djevojke i 21 % za mladiće. U oba slučaja obuhvaćena su iskazanim brojevima i ona djeca koja su zlostavljana u dobi kada su već ušla u pubertet.

## Povijest
Prve opise koji se mogu odnositi na pedofiliju nalazimo u staroj Grčkoj. Plutarh (1. – 2. stoljeće poslije Krista), pišući o Lakademoncima (Spartancima), bilježi da su erotski odnosi muškaraca prema dječacima bila „toliko na dobrom glasu među njima, da su najuglednije dame na taj način postupale s djevojčicama". Nadalje piše da „rivalitet nije postojao, i ako bi se nekolicini muškaraca svidio isti (dječak), to je prije bio početak jednog intimnog prijateljstva, te bi svi oni zajednički nastojali da predmet njihove sklonosti bude što potpunije zadovoljen”.
Na području Irana i Afganistana postoji do danas drevni običaj da stariji muškarci uzimaju u kućanstvo dječake, odijevaju ih u žensku odjeću i koriste u seksualne svrhe. Takve se dječake naziva Bacheh-baazi, što znači „igranje s djecom”.
Valja opaziti da se u gornjim slučajevima radi o dječacima u pubertetu i ranoj adolescenciji,[nedostaje izvor] pa se prema aktualnim definicijama koje koriste psihijatrijska i psihološka struka ne bi radilo o pedofiliji, nego o homoseksualnosti.

## Nastojanja za legalizaciju pedofilije
Tijekom seksualne revolucije 1960-ih godina postojale su inicijative za legalizaciju pedofilije. Tako je 27. siječnja 1978. godine skupina prominentnih francuskih intelektualaca potpisala peticiju protiv kažnjavanja osoba koje su upuštaju u nenasilne seksualne odnose s djecom. Potom su potpisnici – među njima Jean-Paul Sartre, Simone de Beauvoir, Michel Foucalt i Jacques Derrida – uputili peticiju sličnog sadržaja i francuskom parlamentu. Kada su inicijative ponovno došle u pozornost javnosti 2000-ih godina, Roland Castro, jedan od vodećih figura revolucije, izjavio je da je to razdoblje obilježeno naivnošću i protivljenjem starom moralnom sustavu bez razmišljanja. Isto je mišljenje izrazio i urednik francuskih novina Libération, osudivši pritom tadašnj diskurs o dječjoj seksualnosti. Jedan od potpisnika, Philippe Sollers, tvrdio je da su francuski znalci potpisivali manifeste »automatski« zbog količine njih koja je u to vrijeme bila izdavana.
Danas su takve inicijative rijetkost, i imaju slabu potporu.

## Vanjske poveznice
- Zbornik "Protecting children from sexual violence - A comprehensive approach", mrežne stranice Vijeća Europe, pristupljeno 28. veljače 2015.
- Zbornik "Child Abuse and Neglect Worldwide", urednik Jon R. Conte, ABC-CLIO, 2014.